# 스위스 보수민주당

스위스 보수민주당(스위스 保守民主黨, 독일어: Bürgerlich-Demokratische Partei Schweiz, BDP, 뷔르게어리히-데모크라티셰 파르타이 슈바이츠[*], 프랑스어: Parti bourgeois démocratique suisse, PBD, 이탈리아어: Partito borghese democratico Svizzero, PBD, 로만슈어: Partida burgais democratica Svizra, PBD)은 스위스의 보수주의 정당이다. 스위스의 하원인 국민의회에서는 3석, 상원인 전주의회에서는 의석을 보유하고 있지 않다.
2008년에 창당된 정당으로 당의 노선은 보수주의의 스펙트럼을 가지고 있으며 중앙당사는 베른에 위치한다.